# Wasserwimm
Wasserwimm ist eine Einöde in der Gemarkung Raitenhart in der Kreisstadt Altötting.

## Geschichte
Wasserwimm bildete zusammen mit Schneiderwimm ein kirchliches Widmungsgut (Wittum), das 1602 als „Wibm“ erstmals erwähnt wird. In den Taufmatrikel der Pfarrei  Mariä Heimsuchung Unterholzhausen werden Ioachim Wasserwibmer (1647) und Hansn Schneiderwibmer (1656) beide als „Bauer in Wibm“ bezeichnet.
1590 wurde ein Gesuch der Raitenharter Bauern um Befreiung von Scharwerksleistungen und Holzlieferungen aus der Au für den Wasserwibmer, Grunduntertan des Propstes von Au, abgewiesen. Durch ein Inn-Hochwasser war ein „Schlächt“ bei Wasserwimm beschädigt worden.
1868 bestand die Einöde aus fünf Gebäuden.
Am 1. November 1886 wurde die Einöde Wasserwimm durch eine Brandkatastrophe vollständig zerstört. Die Feuerwehren Neuötting und Holzhausen konnten ein Übergreifen des Feuers, das vermutlich gelegt worden war, auf ein nahegelegenes Wohnhaus verhindern. Als der Hoferbe Alois Wasserwimmer am 8. Oktober 1891 mit nur 25 Jahren verstarb, wechselte in der Folge der Hof mehrmals den Besitzer, ehe Anton Kammergruber das Anwesen zu Beginn des 20. Jahrhunderts erwerben konnte.
Am 17. Januar 1912 ertrank Maria Gandlgruber, Cementwarenfabrikantensgattin von Neuötting, in der Nähe von Wasserwimm im Inn. 
Am 2. Juni 1924 ertrank Oskar Bachhuber mit 17 Jahren im Altwasser von Wasserwimm.
Am 4. September 1971 brannte bei dichtem Nebel der Kuhstall bis auf die Grundmauern nieder.

## Einwohner
Im Jahr 1643 legte Pfarrer P. Ambrosius Gerling – er gehörte dem Augustiner-Chorherrenstift Au am Inn an – für seine Pfarrei Mariä Heimsuchung Matrikelbücher an. Im 1. Band findet sich eine Auflistung aller Gläubigen in seiner Pfarrei. Außer dem Ehepaar Ioachim und Regina Wassewibmer (auch:  Wasserwibmmaÿr) mit ihren drei Kindern lebten damals noch vier weitere Familien mit ihren Kindern, insgesamt 28 Personen, davon die Hälfte im Erwachsenenalter.
1828 zählte Wasserwimm 11 Einwohner.
1832 waren es 11 Einwohner.
1867 wurden 9 Einwohner gezählt.